# District d'Antsohihy
Antsohihy est une commune urbaine malgache, chef-lieu du district éponyme, située dans la partie ouest de la région de Sofia. Elle est proche de la Réserve spéciale de Bora.

## Géographie
Le district d'Antsohihy appartient à la région Sofia, située au sur la côte Nord-Ouest de Madagascar, dont Antsohihy est le chef-lieu. Cette ville se trouve sur la route nationale no 6 reliant Diego Suarez à Mahajanga et Antananarivo, entre les communes de Befotaka à 63 km et d'Ankerika.
La Réserve spéciale de Bora se trouve à proximité d'Antsohihy.

## Économie
Le district d’Antsohihy possède plus d’avantages par rapport aux autres districts de la région ; il est le carrefour de la région. Donc il est le plus bénéfique. Beaucoup d’étranger créent et organisent de projet afin de collaborer avec les Etats en place.
Ses projets sont non seulement une aide pour les chômeurs mais aussi pour le développement.
Le projet Jatropha a pour but de cultiver le « valavelona », recrute beaucoup de personnels et ce ne sont toujours pas les gens qui viennent d’Antsohihy mais ils y ont ce qui viennent de l’autre district comme Befandriana_nord et Analalava (lieu de culture et branche de projet).
Il y a encore des étrangers qui viennent ici et collectent des produits comme le noyau de « rafia », celle de « ananambo » ou « felimirongo » et aussi l’anacarde.

Il y a aussi des bois précieux et qui ne sont pas trouvés dans d’autre lieu : Afiafy, Antalatro, Mangrove et Marimogny. Beaucoup de gens les exploitent et cela entraine la disparition petit à petit de ces bois. Il y a ceux qui fabriquent le charbon et des meubles ; il y a aussi ceux qui construisent des maisons.
La superficie totale exploitée s’élève à 5 507 hectares répartie entre les 7 sous-préfectures :
L’exploitation du bois tient aussi le rôle à augmenter les taux d’économique de la commune urbaine d’Antsohihy.